# 哈里山
哈里山（英語：Mount Harry），是南極洲的山峰，位於埃爾斯沃思地，處於菲茨傑拉德海崖東南面26公里，在1935年11月23日由美國探險家發現，現時由南極條約體系管理。